# Gryllotalpa
Gryllotalpa é um género de insecto da família dos grilotalpídeos.

## Etimologia
O nome científico gryllotalpa, provém do latim científico e trata-se da aglutinação de dois étimos latinos clássicos, gryllus, que significa «grilo» ou «gafanhoto» e talpa, que significa «toupeira».

## Espécies
Este género contém as seguintes espécies:
- Gryllotalpa africana (África e Ásia)
- Gryllotalpa brachyptera (Austrália)
- Gryllotalpa cultriger (México)
- Gryllotalpa gryllotalpa (Europa)
- Gryllotalpa major (EUA)
- Gryllotalpa monanka (EUA, Austrália)
- Gryllotalpa orientalis (Ásia)